# Urocissa erythroryncha
La gazza blu o gazza beccorosso (Urocissa erythroryncha (Boddaert, 1783)) è un uccello passeriforme appartenente alla famiglia Corvidae.

## Etimologia
Il nome scientifico della specie, erythroryncha, deriva dall'unione delle parole greche ερυθρος (erythros/eruthros, "rosso") e ῥυγχος (rhynchos/rhunkhos, "becco"), col significato di "dal becco rosso", in riferimento alla livrea di questi uccelli.

## Descrizione

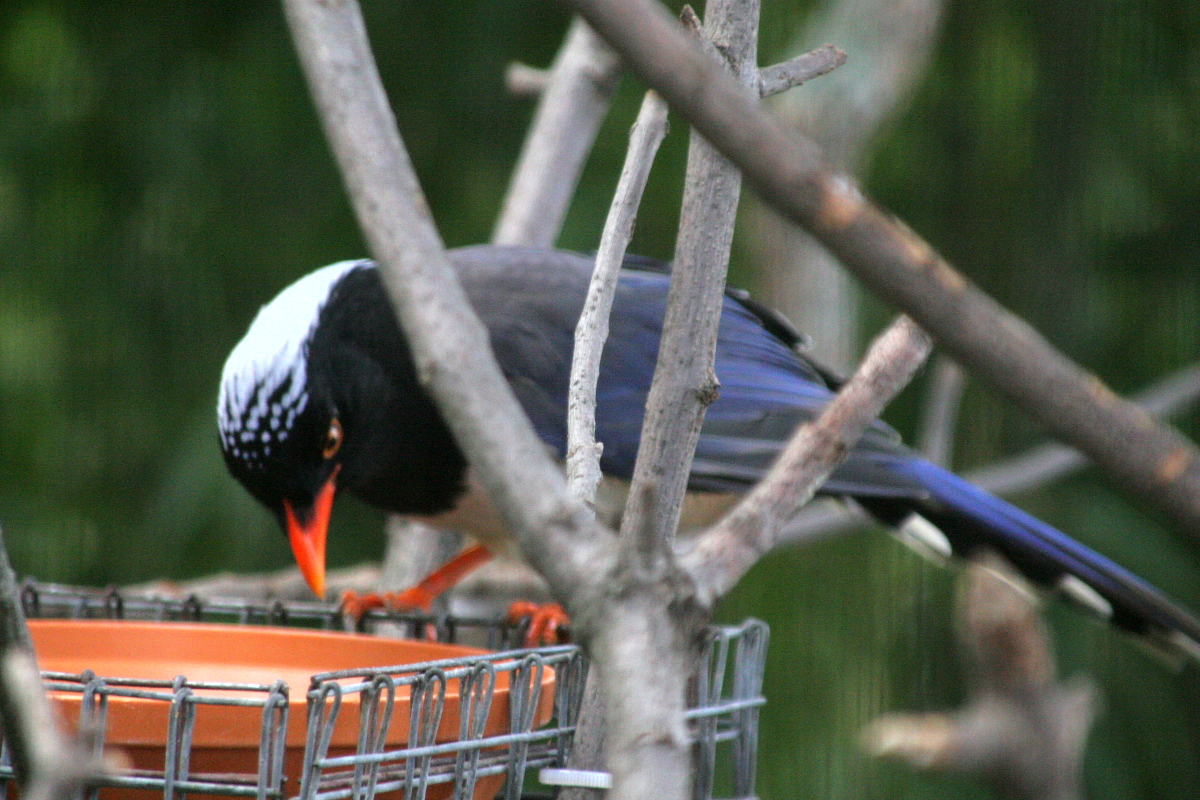
Esemplare in cattività.

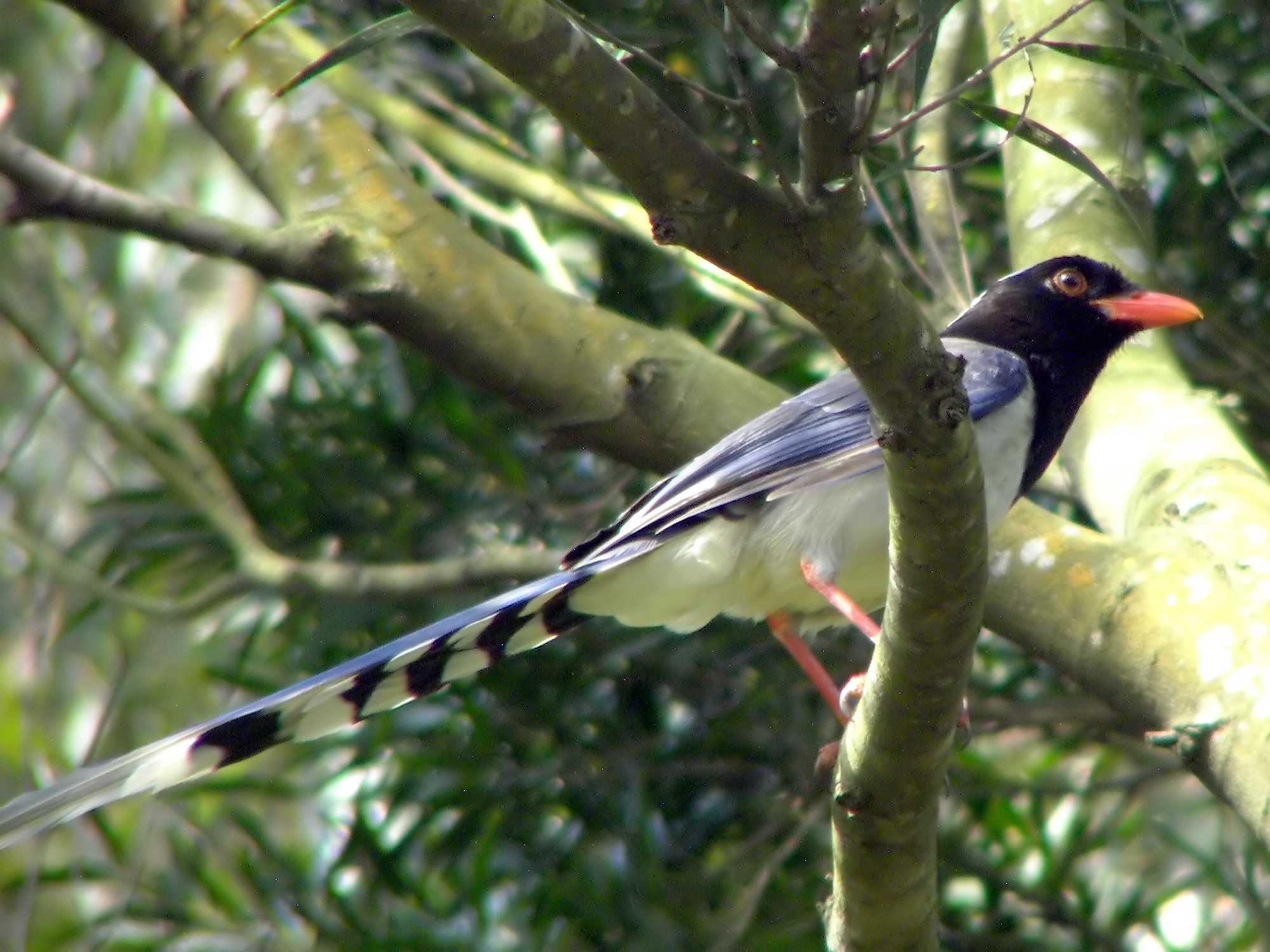
Esemplare a Hong Kong.

### Dimensioni
Misura 53-68 cm di lunghezza (di cui fino a 46 spettano alla lunghissima coda), per 106-192 g di peso: a parità d'età, le femmine possono essere più leggere dei maschi anche di quasi la metà.

### Aspetto
Si tratta di uccelli dall'aspetto slanciato, muniti di testa arrotondata con lungo e forte becco conico dall'estremità adunca, ali lunghe e digitate, lunga coda (circa una volta e mezza il corpo) e zampe forti. Nel complesso, la essi ricordano molto nell'aspetto e nel portamento l'affine gazza eurasiatica, dalla quale si distinguono per la colorazione del corpo e la lunga coda: la somiglianza è ancora più evidente con le maggiormente affini gazza di Taiwan e soprattutto con la gazza beccodorato, dalle quali si distingue per la combinazione becco-rosso macchia cefalica bianca.
Il piumaggio è nero su testa, collo, e parte superiore del becco, con presenza di una calotta bianco-argentea su vertice e nuca: dorso, ali e coda sono di colore azzurro-bluastro, più scuro sul primo, mentre petto, ventre e sottocoda sono di colore bianco sporco. Bianchi sono anche gli orli delle remiganti e la punta delle penne della coda, le quali (ad eccezione delle lunghe penne centrali, che ne sono sprovviste) presentano inoltre sulla superficie inferiore un'ampia banda nerastra a delimitare il bianco.
Il becco (come intuibile dal nome scientifico) è di colore rosso-arancio: dello stesso colore sono le zampe ed il cerchio perioculare, mentre gli occhi sono di colore bruno-rossiccio.

## Biologia

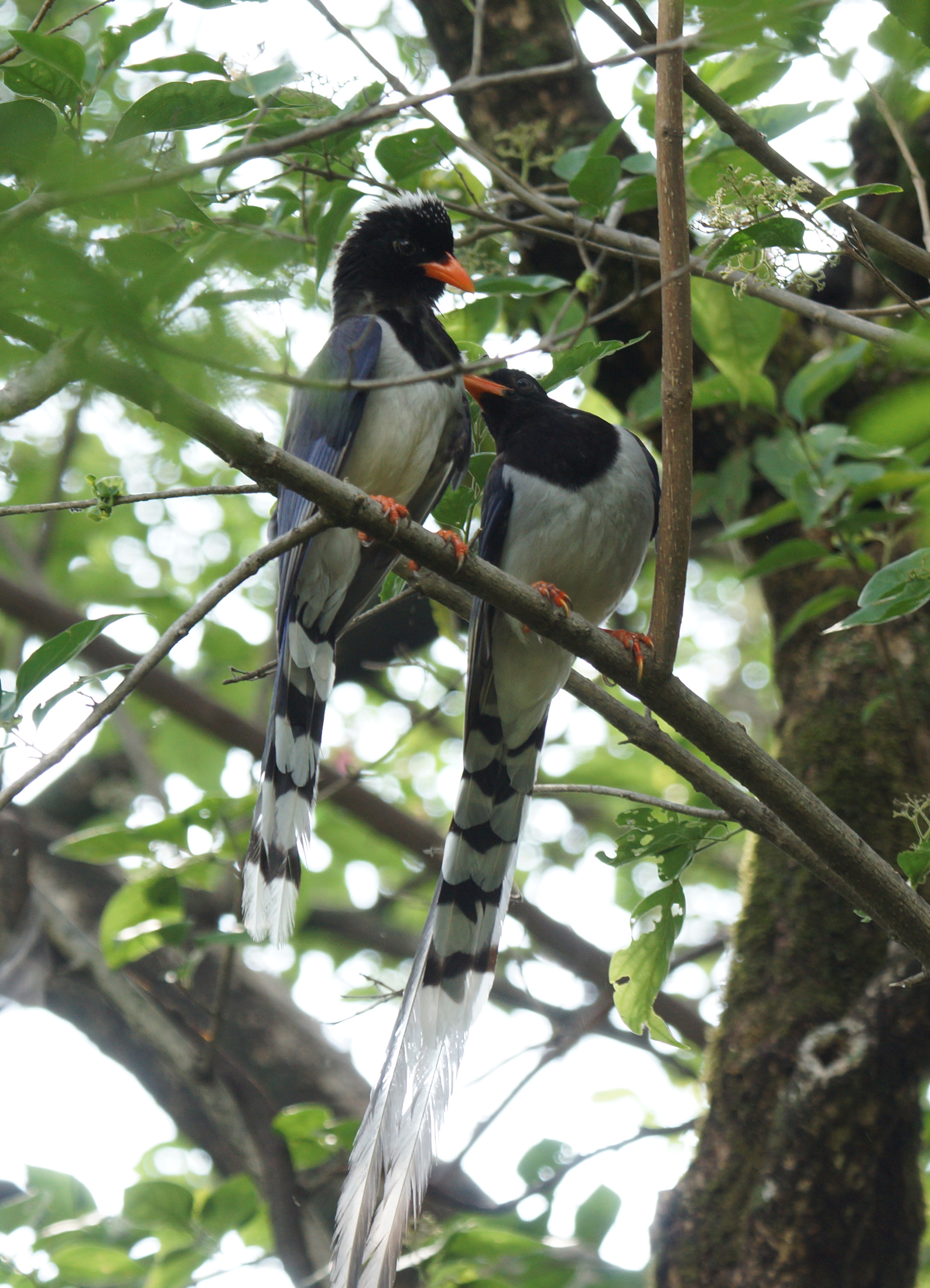
Coppia in natura.

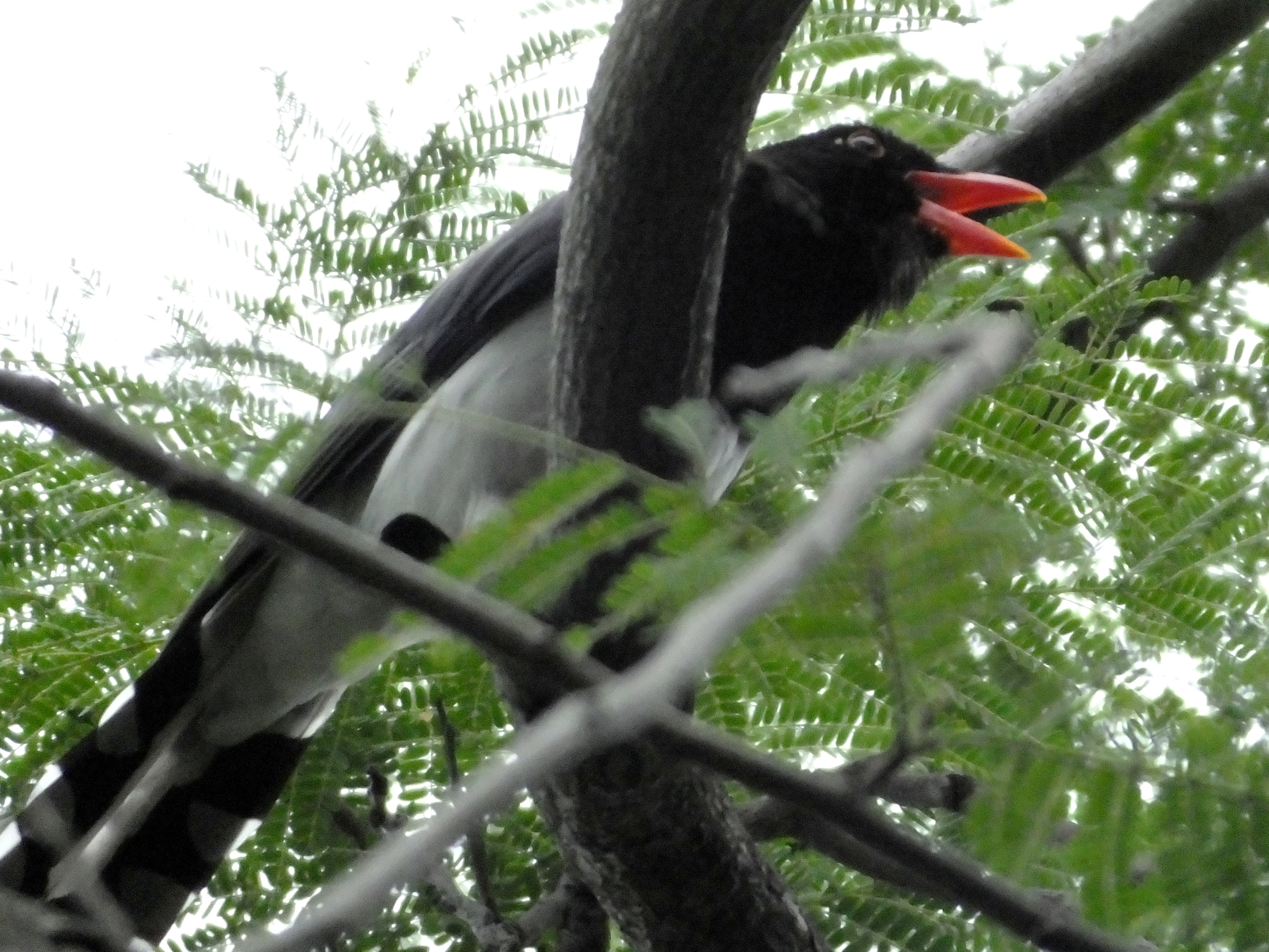
Esemplare emette il richiamo.

Si tratta di uccelli dalle abitudini di vita diurne e moderatamente gregarie, che vivono in coppie o in gruppetti familiari, non di rado associandosi ad altre specie dalle abitudini di vita similari (come l'affine gazza beccodorato).

Durante la giornata, questi animali tendono a rimanere fra gli alberi e i cespugli o al suolo alla ricerca di cibo, salvo poi ritirarsi fra la vegetazione arborea al calar delle tenebre, per trovare riparo dai predatori e dalle intemperie.
Si tratta di uccelli molto chiassosi, che si tengono in contatto vocale quasi costante mediante un richiamo metallico, ma che possiedono un'ampia gamma di richiami, da cinguettii piuttosto musicali a rauchi gracchi d'allarme: le gazze blu sono inoltre ottime imitatrici dei suoni che sentono nell'ambiente circostante.

### Alimentazione
La dieta di questi uccelli è composta in massima parte da insetti (soprattutto coleotteri) ed altri invertebrati e dalle loro larve, nonché da piccoli vertebrati e uova reperite razziando i nidi: la gazza blu si nutre inoltre sporadicamente di bacche, frutta e granaglie.

### Riproduzione
La stagione riproduttiva di questi uccelli si estende da marzo a luglio, cominciando via via più tardi man mano che si va in direttrice S-N: si tratta di uccelli monogami, le cui coppie rimangono insieme per anni.
Il nido viene costruito da ambedue ai sessi: esso consiste in una struttura a coppa, edificata con rametti e fibre vegetali fra i rami di un albero.

Al'interno del nido, la femmina depone 3-6 uova, che cova da sola (col maschio che rimane di guardia nei pressi del nido, oltre ad occuparsi di reperire il cibo per sé e per la compagna) per 17-19 giorni, al termine dei quali schiudono pulli ciechi ed implumi.

I nidiacei vengono accuditi ed imbeccati da entrambi i genitori: in tal modo, essi divengono in grado d'involarsi attorno alla terza settimana di vita, pur tendendo a non allontanarsi dal nido in maniera definitiva prima del mese e mezzo circa dalla schiusa.

## Distribuzione e habitat

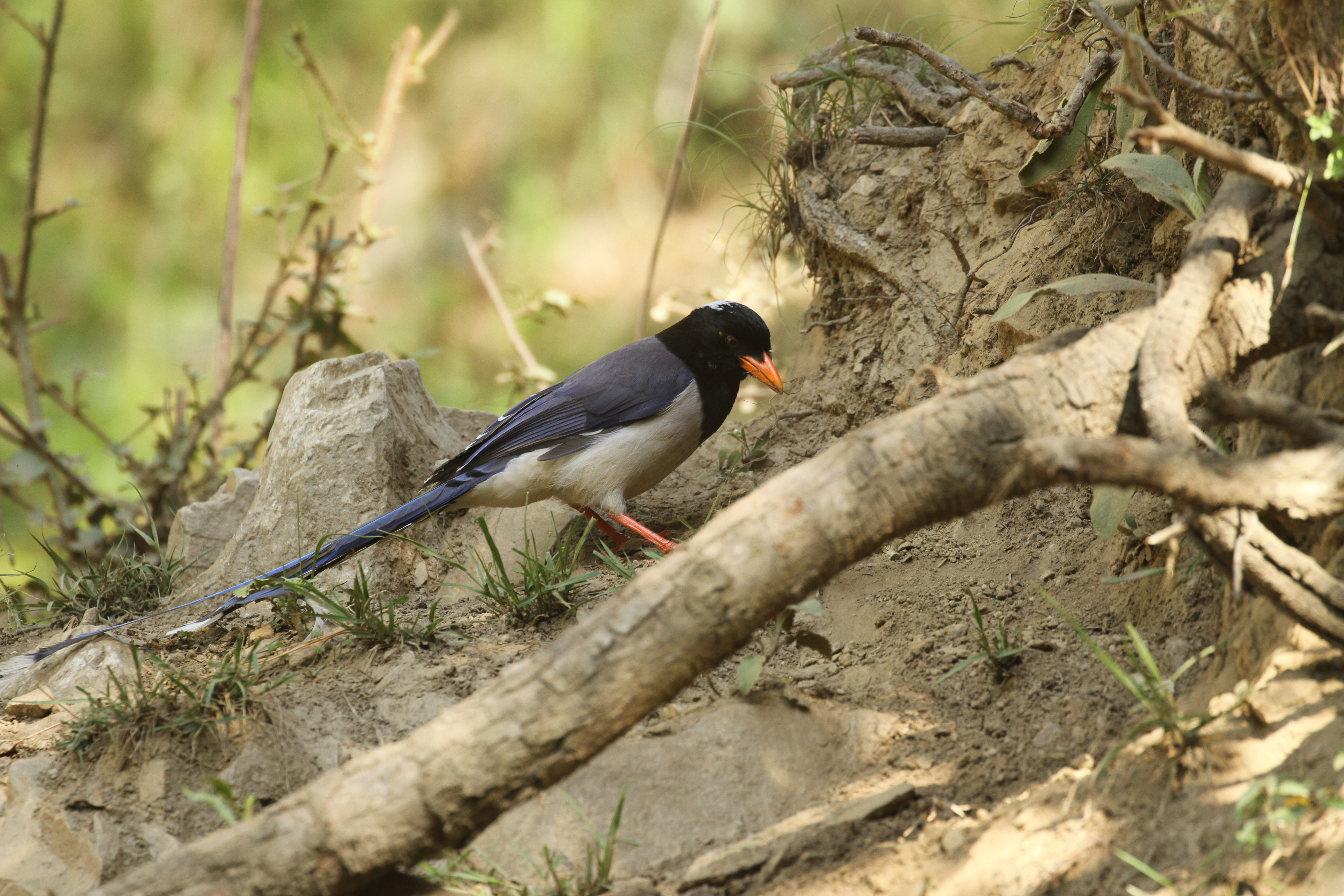
Esemplare nell'Himachal Pradesh.

La gazza blu è diffusa in un areale piuttosto ampio, che si estende dalle pendici sud-occidentali dell'Himalaya (Jammu) al Tenasserim settentrionale, in direttrice NE fino all'area di confine fra Mongolia Interna e Liaoning, attraverso Nepal, Sikkim, Bhutan, Bangladesh, Birmania, Indocina (pur mancando dalla Cocincina e da gran parte dell'Annam) e Cina centrale e orientale (inclusa Hainan).
L'habitat di questi uccelli è rappresentato dalla foresta sempreverde tropicale e subtropicale pedemontana.

## Tassonomia

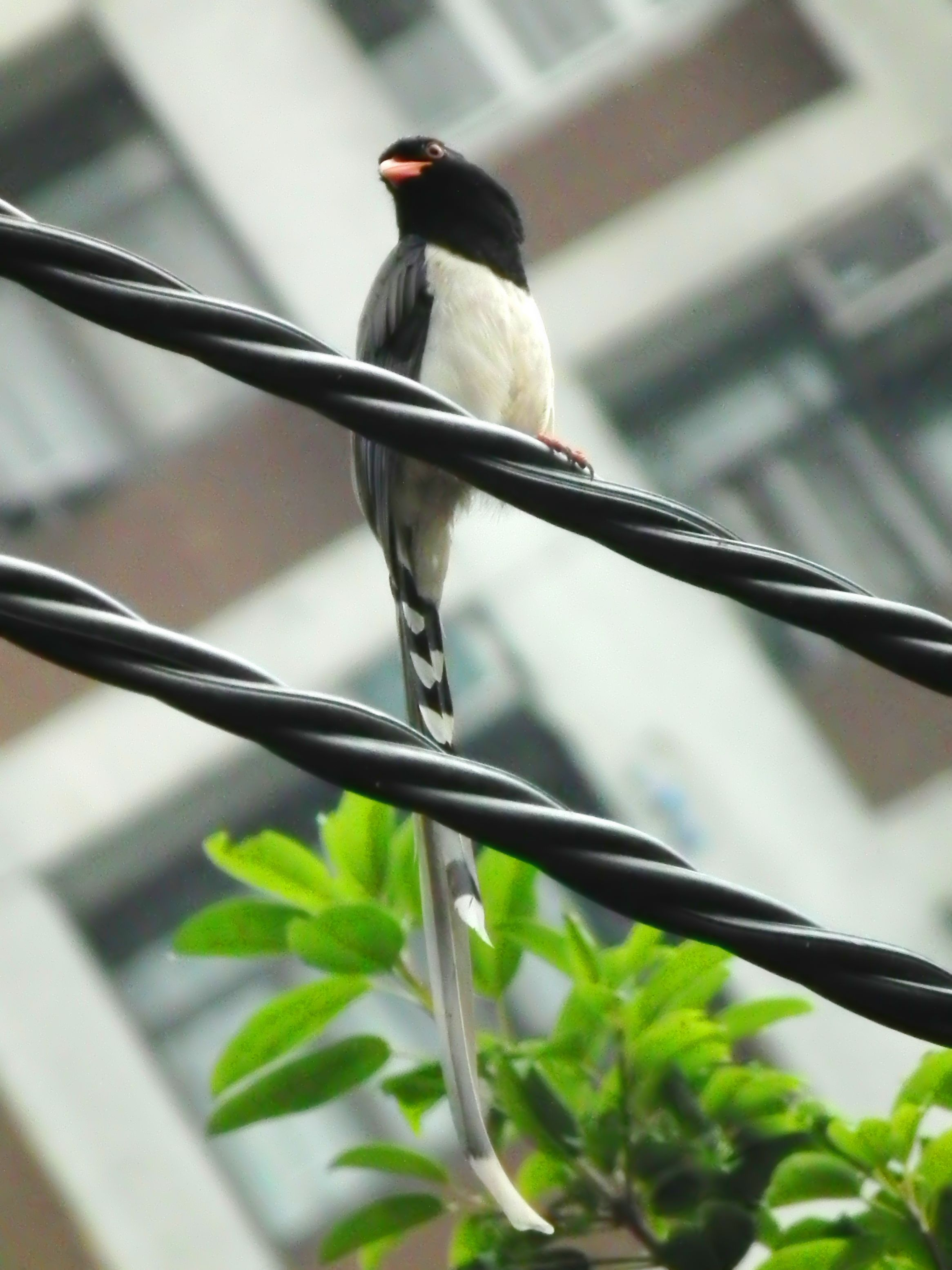
Esemplare in ambiente urbano a Hong Kong.

La gazza blu fu descritta dal francese poliedrico Georges-Louis Leclerc, Conte di Buffon, nel 1775, nella sua Histoire Naturelle des Oiseaux. L'uccello è stato anche illustrato in una lastra colorata a mano incisa da François-Nicolas Martinet nelle Planches Enluminées D'Histoire Naturelle, prodotta sotto la supervisione di Edme-Louis Daubenton per accompagnare il testo di Buffon. Né la didascalia della piastra né la descrizione di Buffon includevano un nome scientifico, ma nel 1783 il naturalista olandese Pieter Boddaert coniò il nome binomiale Corvus erythrorynchus nel suo catalogo del Planches Enluminées. L'esemplare descritto da Buffon proveniva dalla Cina, ma la località tipo è stata limitata a Canton da Hugh Birckhead, nel 1937. La gazza blu è ora una delle cinque specie inserite nel genere Urocissa che è stato introdotto dall'ornitologo tedesco Jean Cabanis, nel 1850. Il nome del genere combina la parola del greco antico oura che significa "coda" e kissa che significa "gazza". L'epiteto specifico erythroryncha combina il termine greco antico eruthros che significa "rosso" e rhunkhos che significa "becco".
Se ne riconoscono cinque sottospecie:
- Urocissa erythroryncha occipitalis (Blyth, 1846) - diffusa nella porzione sud-occidentale dell'areale occupato dalla specie, dall'area di Kangra al Nepal;
- Urocissa erythroryncha magnirostris  (Blyth, 1846) - diffusa nella porzione sud-orientale dell'areale occupato dalla specie, dalla sponda meridionale del Brahmaputra all'Indocina;
- Urocissa erythroryncha alticola Birckhead, 1938 - diffusa nel nord della Birmania e nello Yunnan;
- Urocissa erythroryncha brevivexilla Swinhoe, 1874 - diffusa dall'estremità nord-orientale dell'areale occupato dalla specie a sud fino a Gansu, Ningxia meridionale, Shanxi ed Hebei;
- Urocissa erythroryncha erythroryncha (Boddaert, 1783) - la sottospecie nominale, diffusa nella porzione rimanente dell'areale occupato dalla specie (Cina centrale e meridionale;